# Taylor Schilling
Taylor Jane Schilling (Boston, 27 de julho de 1984) é uma atriz norte-americana de TV e cinema. É mais conhecida por interpretar a detenta Piper Chapman, uma mulher que teve de trocar sua confortável vida em Nova York por um macacão, visto ter cometido um erro na sua juventude, na série Orange Is the New Black da Netflix.

## Biografia
Ela é filha do promotor de justiça Robert Schilling e de Tish Schilling. Ela cresceu em West Roxbury e Wayland, dividindo o tempo entre os pais divorciados.
Ela se formou na Universidade Fordham em 2006, conseguindo um diploma de bacharel de artes na área de artes cênicas. Ela então entrou no programa de graduação da Universidade de Nova Iorque para continuar a estudar atuação, mas saiu após completar o segundo ano.

## Carreira
Taylor Schilling, na série dramática de 2009 Mercy, interpretou a Enfermeira Veronica Callahan, que foi uma veterana da Guerra do Iraque, e é a personagem principal da série. Schilling leu o teste para o papel através do uso de um videotape enquanto estava morando na cidade de Nova Iorque. Liz Heldens, que é a produtora executiva da série, assim como seu marido, ficaram tão impressionados com a performance de Schilling que a fizeram viajar para Los Angeles para que ela fizesse o teste. Heldens disse que "ela simplesmente derrubou as portas da audição".
Schilling venceu o Prêmio de Melhor Performance do Festival dos Dramaturgos do Emerson College. Ela interpretou a protagonista Dagny Taggart no filme Atlas Shrugged, que é uma adaptação de 2011 da novela de mesmo nome de Ayn Rand. Schilling interpretou a protagonista  no filme  in The Lucky One, que também conta com a participação de Zac Efron. O filme lançado em 2012, é baseado na obra de mesmo nome de Nicholas Sparks.

## Vida pessoal
Em relação à sua sexualidade, Schilling declarou: "Eu tive relacionamentos muito sérios com muitas pessoas, e eu sou um ser humano muito expansivo. Não há nenhuma parte de mim que possa ser colocada sob um rótulo. Eu realmente não me encaixo em um caixa - isso é muito redutivo... Eu tive muito amor, e não tenho dúvidas sobre de onde isso vem."
Schilling é adepta da Meditação Transcendental.

## Filmografia
| Ano         | Filme                   | Personagem                 |
| ----------- | ----------------------- | -------------------------- |
| 2007        | Dark Matter             | Jackie / Anne Marie        |
| 2009 - 2010 | Mercy                   | Veronica Flanagan Callahan |
| 2011        | Atlas Shrugged: Part I  | Dagny Taggart              |
| 2012        | The Lucky One           | Beth Clayton               |
| 2013 - 2019 | Orange Is the New Black | Piper Chapman              |
| 2015        | The Overnight           | Emily                      |
| 2017        | Take Me                 | Anna St. Blair             |
| 2018        | The Public              | Angela                     |
| 2018        | The Titan               | Dra. Abigail Janssen       |
| 2018        | Family                  | Kate Stone                 |
| 2019        | The Prodigy             | Sarah Blume                |